# Ingrid Bergman
Ingrid Bergman (kiejtéseⓘ) (Stockholm, 1915. augusztus 29. – London, 1982. augusztus 29.) háromszoros Oscar-díjas svéd színésznő.
Legismertebb szerepe a Casablanca című filmben Ilsa Lund László megformálása Humphrey Bogart oldalán. Olyan filmtörténeti klasszikusokban szerepelt még, mint a Forgószél, a Gázláng, vagy az Őszi szonáta.

## Élete és pályafutása
Svédország fővárosában, Stockholmban született, evangélikus családban. Kétéves volt, amikor édesanyja, a német származású Friedel Adler meghalt. 13 éves koráig édesapja, Justus Bergman nevelte, majd annak halála után rokonokhoz került. A stockholmi Királyi Drámai Színházban tanult. Első kis szerepét 1934-ben kapta az Óváros grófja című filmben. Tucatnyi svéd filmszerep után 1939-ben választotta ki David O. Selznick egy korábbi, 1936-ban készült svéd nyelvű filmje, az Intermezzo angol nyelvű remake-jének főszerepére. A film hatalmas siker lett, és „Svédország fényes ajándéka” megérkezett Hollywoodba.
Néhány svéd filmdarab és három sikeres amerikai film után az 1942-es, klasszikussá vált Casablancában Humphrey Bogart oldalán játszott. Két évvel később megkapta az első Oscar-jelölését az 1943-as Akiért a harang szól film-főszerepéért. A következő évben a legjobb színésznőnek járó Oscar-díjat vehette át az 1944-ben készült Gázláng filmbeli alakításáért. Az egymás után harmadik jelölését a Szent Mary harangjai (1945) filmben nyújtott alakításáért kapta. 1948-ban negyedszerre jelölték a Szent Johanna filmben nyújtott alakításáért. 
Alfred Hitchcock, aki a Forgószél és az Elbűvölve filmjeit rendezte, rajongott Bergmanért, de hiába táplált iránta gyengéd érzelmeket. A színésznő 1945-ben ismerkedett meg Párizsban a magyar származású Robert Capa amerikai fotográfussal, akivel közel két évig tartó szerelmi viszonyt folytatott Hollywoodban.
Bergman 1949-ben ismerkedett meg Roberto Rossellini filmrendezővel, miután annak Róma, nyílt város című filmje katartikus hatást tett rá. A Stromboli filmjében szerepelve egymásba szerettek, és Ingrid elhagyta érte a férjét, dr. Aron Petter Lindströmöt, akivel 1937-ben házasodott össze, és a lányukat, Pia Lindströmöt. Összeházasodtak Rossellinivel, három gyermekük született: Isotta és Isabella Rossellini ikerlányai, akik színésznők lettek és egy fia, Roberto Ingmar Rossellini. Viszonyukat botrányosnak találta mind Hollywood, mind a közvélemény; Bergmant, aki a házasságkötéskor már terhes volt, az „erkölcsi elfajzás hollywoodi apostolának” titulálták, és az Egyesült Államok elhagyására kényszerítették.
A botrány után 1956-ban tért vissza dicsőségesen Hollywoodba, amikor az Anasztázia főszerepéért megkapta a második Oscar-díját. Tovább folytatta az európai és amerikai filmekben felváltva való szerepléseit. Hat év házasság után, 1956-ban elvált Rosselinitől. 
Harmadik férje a svéd származású Lars Schmidt színházi producer lett, akivel 1957-től 1976-ig voltak házasok. A harmadik Oscart az 1974-es Gyilkosság az Orient Expresszen legjobb mellékszereplőjeként kapta meg. 1978-ban az Ingmar Bergman rendezte Őszi szonáta című filmért hetedszer jelölték az Akadémiai Díjra. Ez volt az utolsó mozifilm-szerepe, amelyet a legjobb alakításai között tartanak számon.
Folyékonyan beszélt svéd, német, francia, angol és olasz nyelven. 1982-ben mellrákban hunyt el a 67. születésnapján, Londonban. Végakarata szerint szülőhazájában hamvasztották el, és Stockholmban hamvait részben szétszórták, részben a Norra begravningsplatsenben temették el.
Posztumusz kapta meg a legjobb színésznőnek járó Emmy-díjat 1982-ben a Golda nevű nő című tévéfilmsorozatért, amelyben Golda Meirt, az egykori izraeli miniszterelnököt alakította. A filmművészethez való jelentős hozzájárulásáért emlékét csillag őrzi a hollywoodi Hírességek útján, a Hollywood sugárút 6759 szám alatt.

## Filmjei

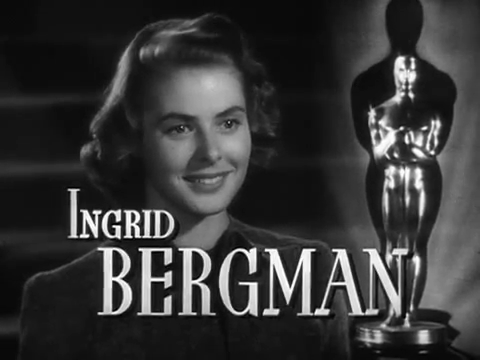
Ingrid Bergman a Gyilkos szerelem című filmben (1941)

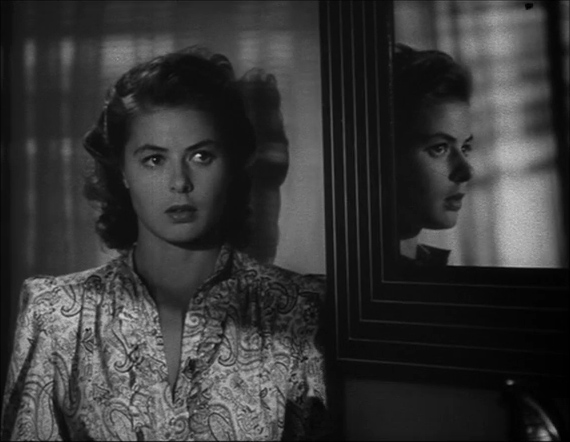
Ingrid Bergman mint Ilsa a Casablancában

- Az Óváros grófja (Munkbrogreven; r.: Edvin Adolphson és Sigurd Wallén) (1935)
- Az óceán hullámai (Bränningar; r.: Ivar Johansson) (1935)
- A Swedenhielm család (Swedenhielms; r.: Gustav Molander) (1935)
- Valborgéji kaland (Walborgsmässoafton; r.: Gustav Edgren) (1935)
- Egy asszony, aki mer (På solsidan; r.: Gustaf Molander) (1936)
- Intermezzo (r.: Gustav Molander) (1936)
- Dollár (Dollar; r.: Gustav Molander) (1938)
- Egy asszonysors (En kvinnas ansikte; r.: Gustav Molander) (1938)
- A négy társ (Die vier Gesellen; r.: Carl Fröhlich, Németország) (1938)
- Csak egy éjszaka / Egyedül az éjszakában (En enda natt; r.: Gustaf Molander) (1939)
- Intermezzo (r.: Gregory Ratoff) (1939)
- Júniusi éjszaka (Juninatten; r.: Per Lindberg) (1940)
- Az idegen nő (Adam Had Four Sons; r.: Gregory Ratoff) (1941)
- Gyilkos szerelem (Rage in Heaven; r.: W.S. Van Dyke) (1941)
- Ördög az emberben (Dr.: Jekyll and Mr.: Hyde; r.: Victor Fleming) (1941)
- Casablanca (r.: Kertész Mihály) (1942)
- Akiért a harang szól (For Whom the Bell Tolls; r.: Sam Wood) (1943)
- Svédek Amerikában (Swedes in America; r.: Irving Lerner) (1943)
- Gázláng (Gaslight, r.: George Cukor) (1944)
- Saratoga (Saratoga Trunk; r.: Sam Wood) (1945)
- Elbűvölve/Bűvölet (Spellbound; r.: Alfred Hitchcock; zene: Rózsa Miklós) (1945)
- Szent Mary harangjai (The Bells of St. Mary's; r.: Leo McCarey) (1945)
- Forgószél (Notorious; r.: Alfred Hitchcock) (1946)
- A diadalív árnyékában (Arch of Triumph; r.: Lewis Milestone) (1948)
- Szent Johanna (Joan of Arc; r.: Victor Fleming) (1948)
- A Baktérítő alatt (Under Capricorn; r.: Alfred Hitchcock) (1949)
- Stromboli (r.: Roberto Rossellini) (1950)
- Európa '51 (The Greatest Love; r.: Roberto Rossellini) (1951)
- Asszonyok vagyunk (Siamo donne; r.: Roberto Rossellini) (1953)
- Johanna a máglyán (Giovanna d’Arco al rogo / Joan of Arc at the Stake; r.: Roberto Rossellini) (1954)
- Utazás Itáliába (Viaggo in Italia; r.: Roberto Rossellini) (1954)
- Félelem (Angst; r.: Roberto Rossellini) (1955)
- Anasztázia (Anastasia; r.: Anatole Litvak) (1956)
- Elena és a férfiak (Elena et les hommes / Paris Does Strange Things; r.: Jean Renoir) (1956)
- A tolakodó (Indiscreet; r.: Stanley Donen) (1958)
- A Hatodik Boldogság fogadója (The Inn of the Sixth Happiness; r.: Mark Robson) (1958)
- A csavar fordul egyet (TV-film Henry James kisregényéből) (1959)
- Szereti ön Brahmsot? (Goodbye Again /Aimez-vous Brahms?; r.: Anatole Litvak) (1961)

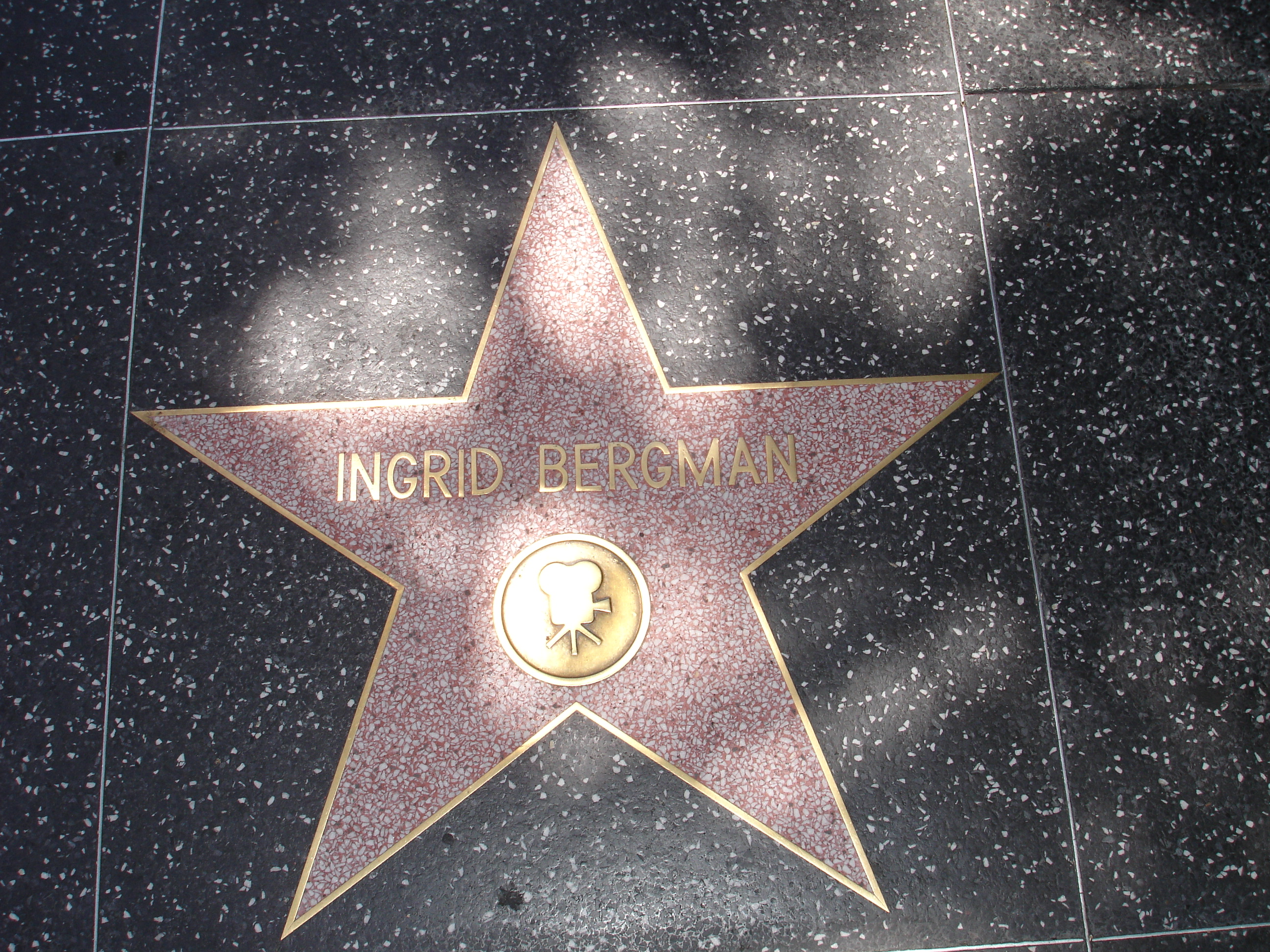
Ingrid Bergman csillaga Hollywoodban

- Hedda Gabler (TV, Henrik Ibsen színműve) (1963)
- Az öreg hölgy látogatása (Der Besuch / Visit) (1964)
- A sárga Rolls-Royce (The Yellow Rolls-Royce; r.: Anthony Asquith) (1964)
- Stimulációk (Smycket / Stimulantia; r.: Gustav Molander) (1967)
- Az emberi hang (The Human Voice; TV) (1967)
- A kaktusz virága (Cactus Flower; r.: Gene Saks) (1969)
- Séta a tavaszi esőben (Walk in the Spring Rain; r.: Guy Green) (1970)
- Mrs. Basil E. Frankwiler különféle irataiból (From the Mixed-Up Files of Mrs. Basil E. Frankweiler; r.: Fielder Cook(1973)
- Gyilkosság az Orient expresszen (Murder on the Orient Express) r.: Sidney Lumet) (1974)
- Idő kérdése (A Matter of Time; r.: Vincente Minelli) (1976)
- Őszi szonáta (Höstsonaten; r.: Ingmar Bergman) (1978)
- Jelenetek a bábuk életéből (Aus dem Leben der Marionetten; a film producereként csak; r.: Ingmar Bergman) (1980)

## Színházi szerepei
- Liliom (Molnár Ferenc színműve) (New York, 1940)
- Anna Christie (Eugene O’Neill drámája) (Santa Barbara, 1941)
- Lotaringiai Johanna (Joan of Lorraine, Maxwell Anderson színműve) (New York, 1946)
- Johanna a máglyán (Jeanne d'Arc au bucher; Arthur Honegger oratóriuma) (Nápoly, 1953)
- Tea és vonzalom (Tea and Sympathy; Robert Anderson színműve) (Párizs, 1956)
- Hedda Gabler (Henrik Ibsen színműve) (Párizs, 1962)
- Egy hónap falun (A Month in the Country; Ivan Turgenyev színműve) (Guildford, Nagy-Britannia, 1965)
- A költő és üzlete (More Stately Mansions; Eugene O’Neill drámája) (New York, 1967)
- Brassbound kapitány megtérése (Captain Brassbound's Conversion; George Bernard Shaw színműve) (Washington, 1972)
- Ne váljunk el (The Constant Wife; Somerset Maugham színműve) (New York, 1975)
- A Hold folyói (Waters of the Moon; Norman Charles Hunter színműve (London, 1979)

## Díjai

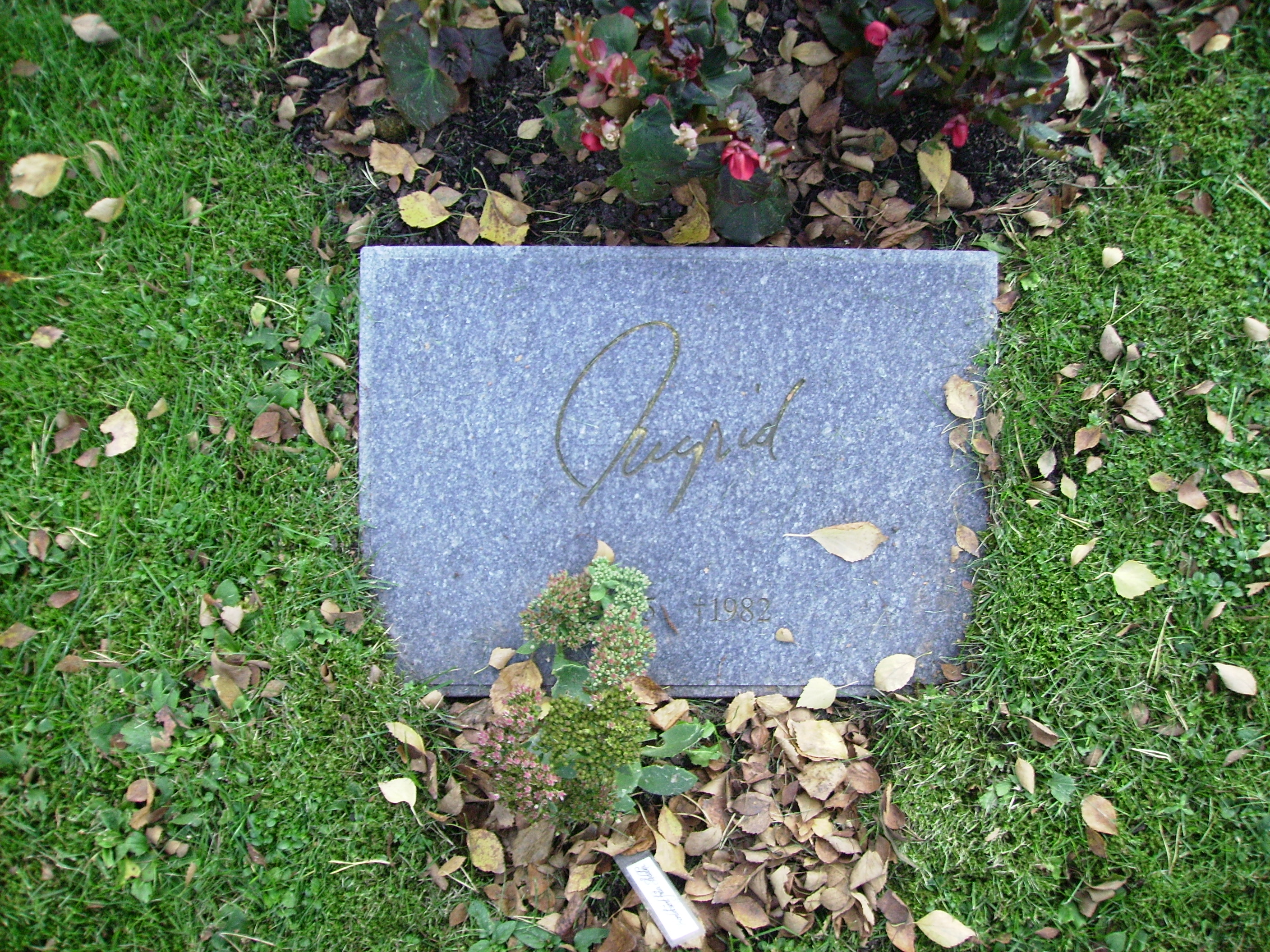
Ingrid Bergman sírja Stockholmban

- 1944 Oscar-díj – Legjobb női főszereplő (Gázláng)
- 1945 Golden Globe-díj – Legjobb színésznő – drámai kategória (Gázláng)
- 1946 Golden Globe-díj – Legjobb színésznő – drámai kategória (Szent Mary harangjai)
- 1947 Tony-díj - Legjobb női főszereplő színdarabban (Joan of Lorraine)
- 1952 Volpi Kupa (posztumusz 1992-ben) - Legjobb színésznő (Europa '51)
- 1957 Oscar-díj – Legjobb női főszereplő (Anasztázia)
- 1957 Golden Globe-díj – Legjobb színésznő – drámai kategória (Anasztázia)
- 1957 David di Donatello-díj - Legjobb színésznő (Anasztázia)
- 1960 Emmy-díj - Legjobb női főszereplő (Startime)
- 1974 Oscar-díj – Legjobb női mellékszereplő (Gyilkosság az Orient expresszen)
- 1975 BAFTA-díj – Legjobb női mellékszereplő (Gyilkosság az Orient expresszen)
- 1979 David di Donatello-díj – Legjobb külföldi színésznő (Őszi szonáta)
- 1979 Golden Globe-díj – Legjobb női főszereplő jelölés (Őszi szonáta)
- 1982 Emmy-díj - Legjobb női főszereplő (Golda nevű nő)
- 1982 Golden Globe-díj - Legjobb női főszereplő (minisorozat vagy tévéfilm) (Golda nevű nő)

## Ismertebb filmszerepeiből

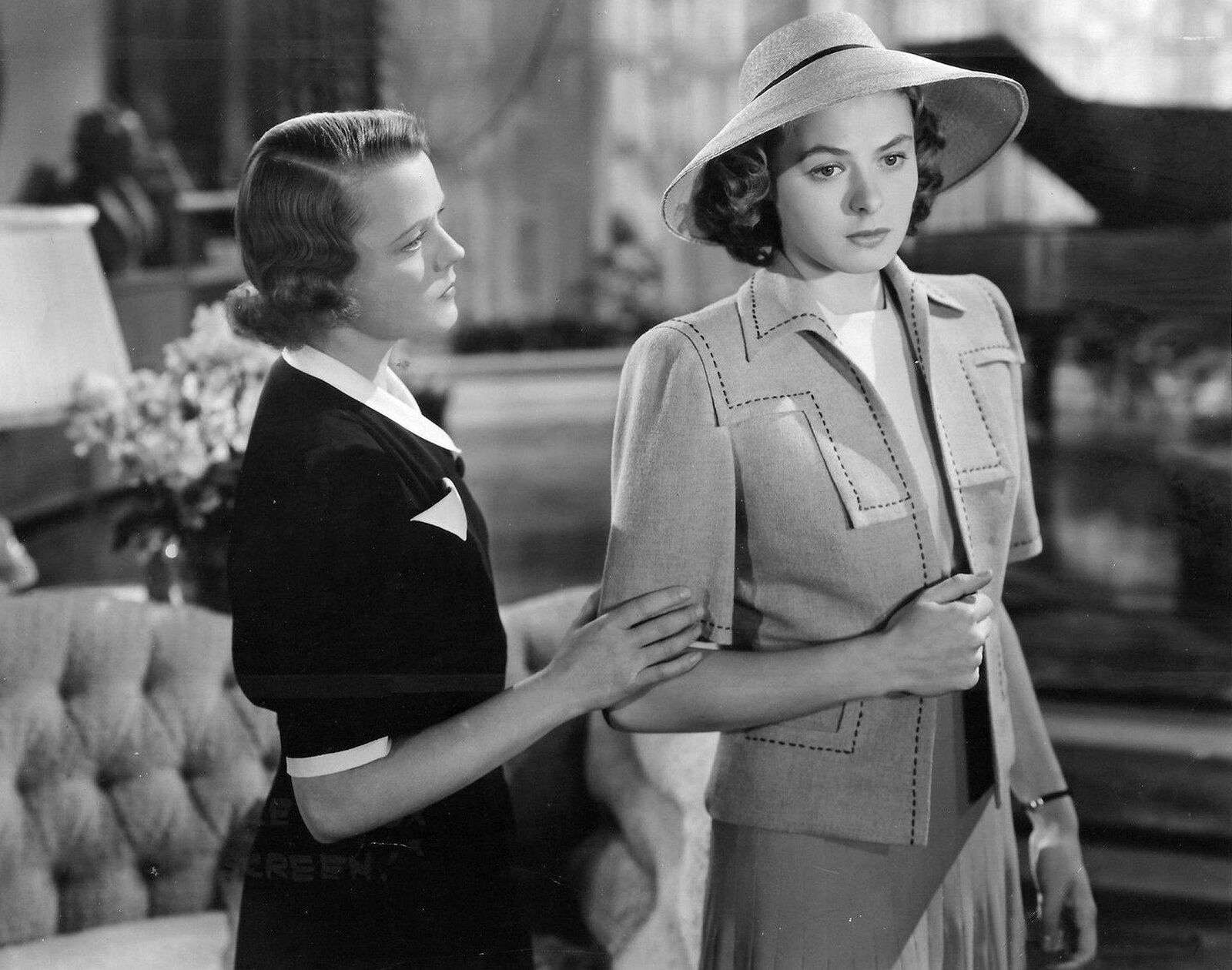
Az Intermezzóban Edna Besttel (1939)
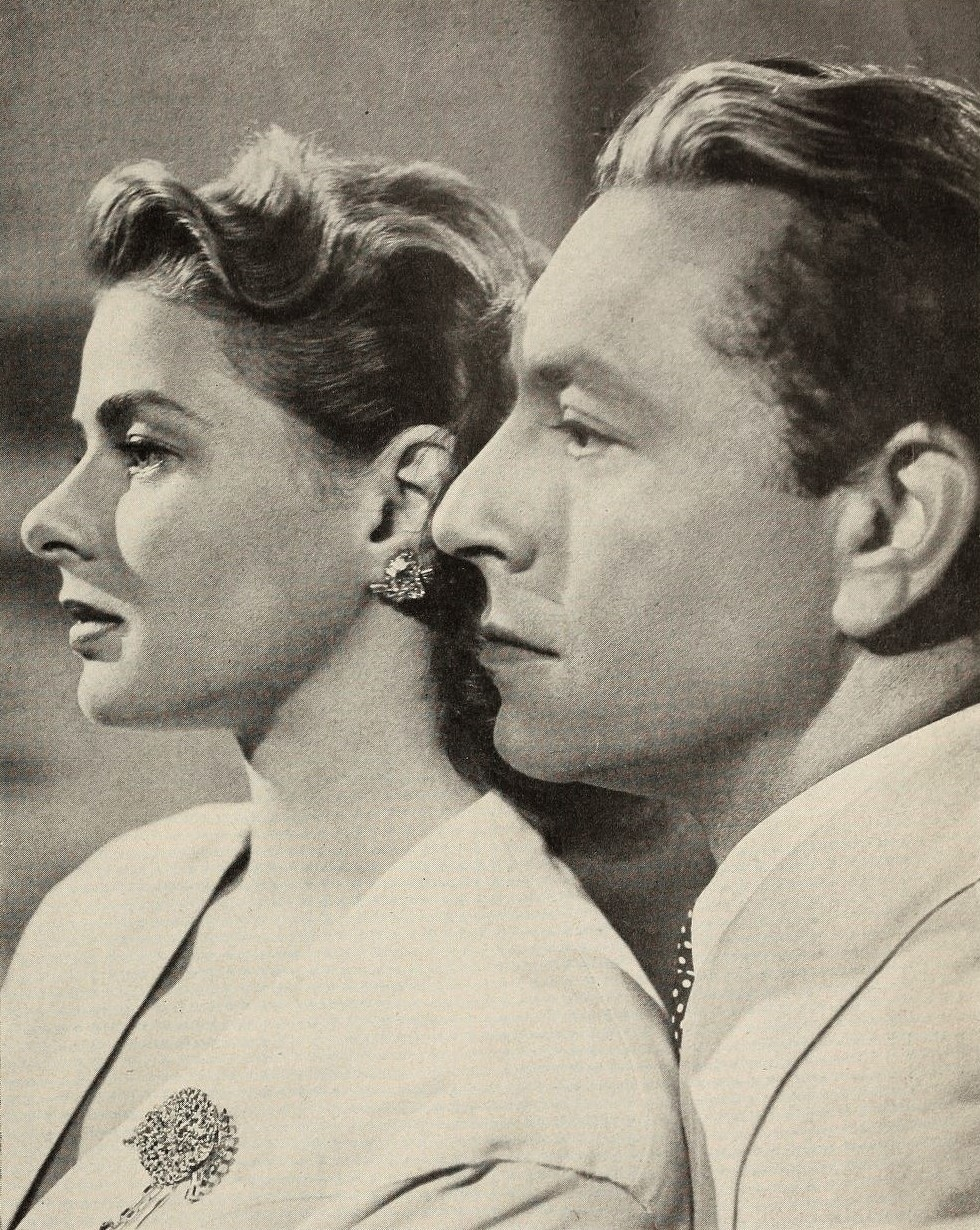
Ingrid Bergman és Paul Henreid (Casablanca, 1942)
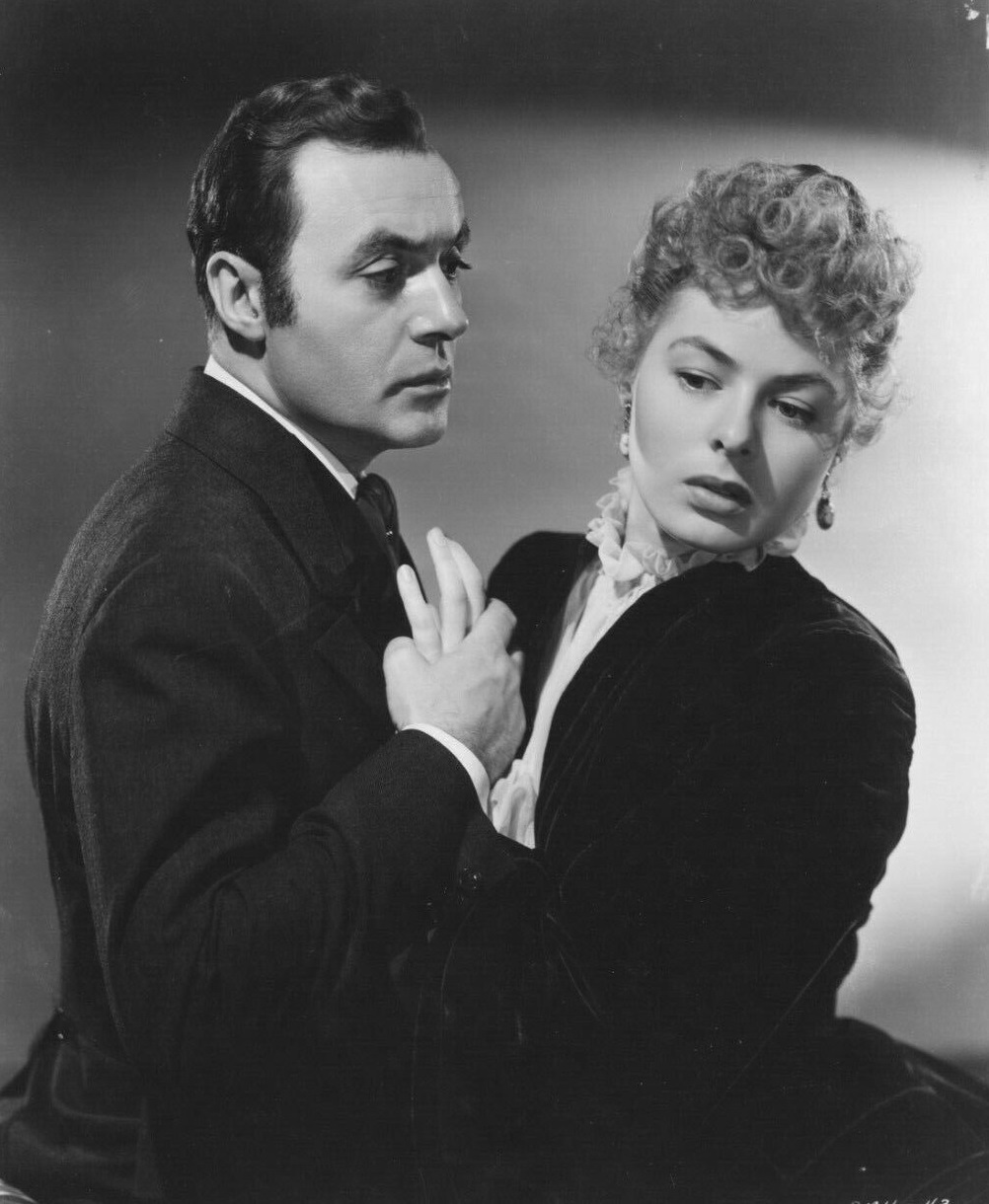
Charles Boyerrel a Gázlángban
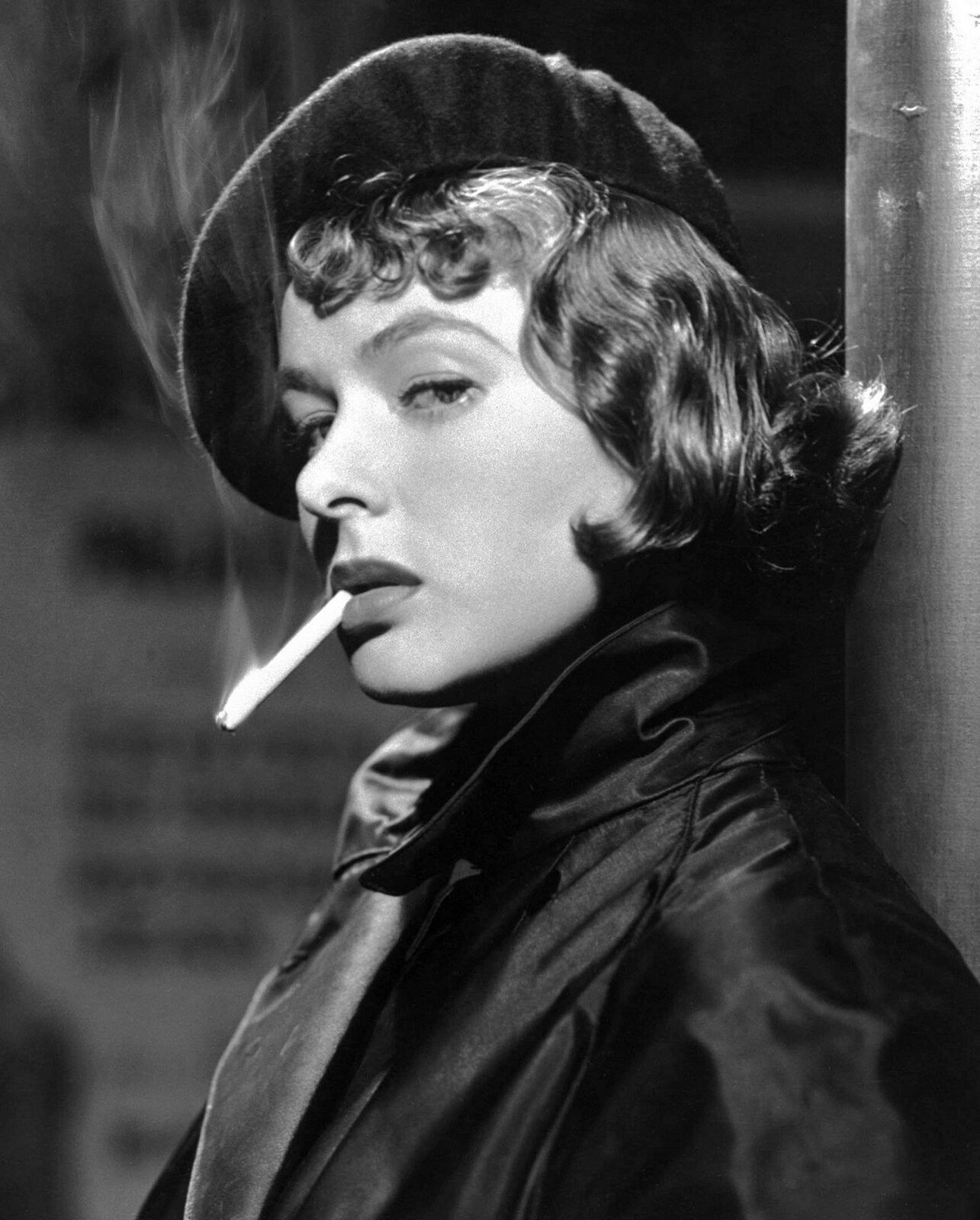
A Diadalív árnyékában
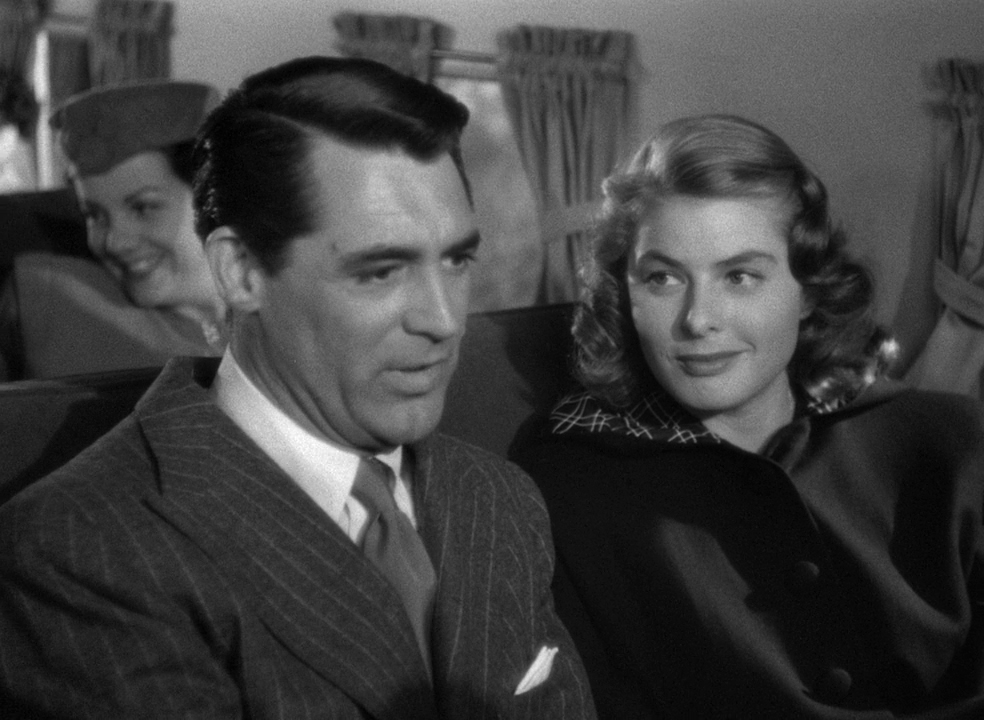
Cary Grant és Ingrid Bergman a Forgószélben
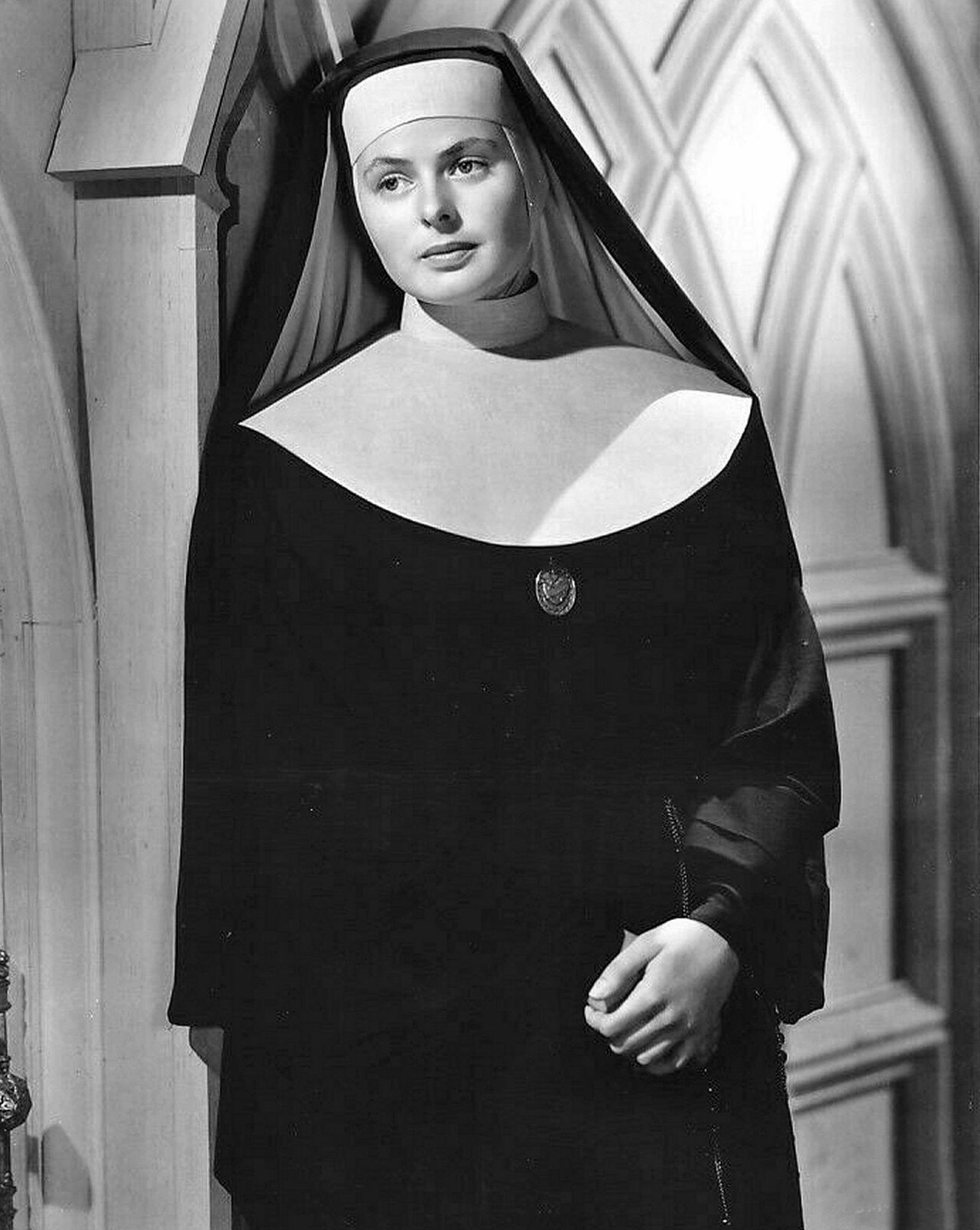
A Saint Mary harangjai című filmben
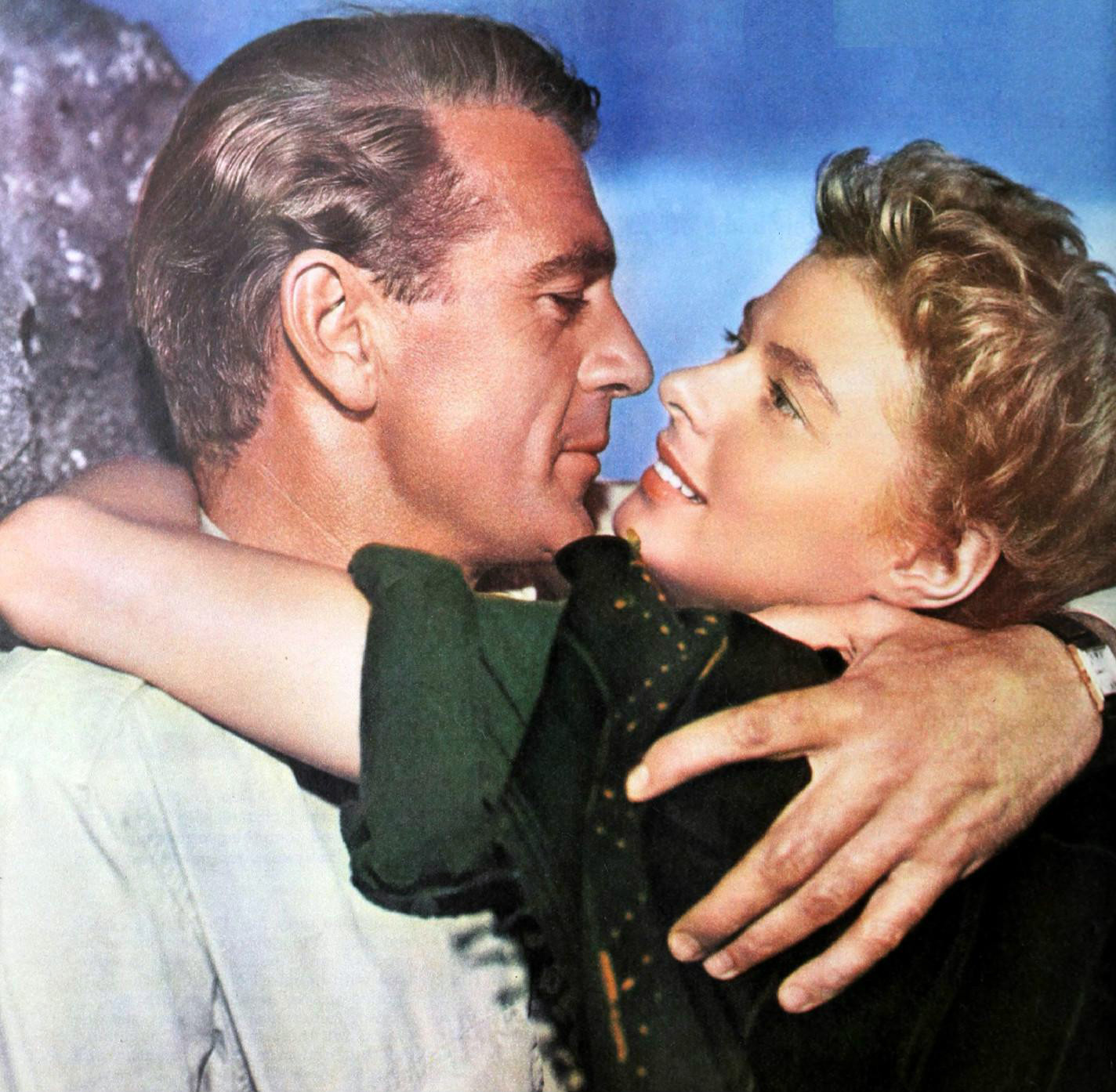
Gary Cooperrel az Akiért a harang szól Mariájaként
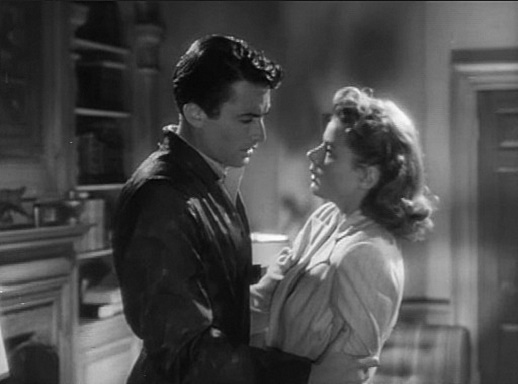
Gregory Peckkel az Elbűvölve Hitchcock-filmben
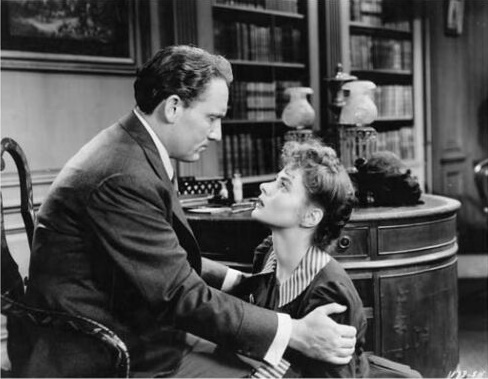
Spencer Tracyvel a Dr. Jekyll és Mr. Hyde-ban
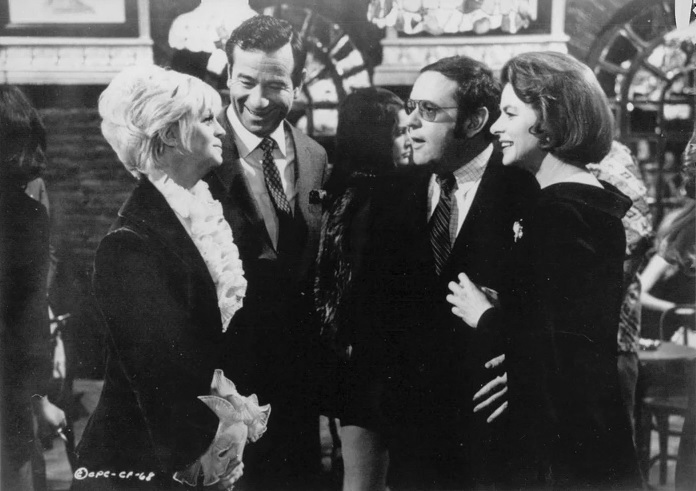
Goldie Hawn, Walter Matthau, Jack Weston és Ingrid Bergman A kaktusz virágában

### Könyvek
- Életem; följegyezte, összeáll. Alan Burgess, ford. Friedrich Judit, átdolg. Szeredás András; Gondolat, Budapest, 1989 ISBN 963-282-104-1
- Bertrand Meyer-Stableyː Az igazi Ingrid Bergman; ford. Baranyai Judit; Jószöveg Műhely, Budapest, 2006
- Chris Greenhalghː Ingrid Bergman megkísértése; ford. Fehér Fatime; Pioneer Books, Budaörs, 2012
- Aleksandra Ziółkowska-Boehm: Ingrid Bergman prywatnie, Prószyński i S-ka, Varsó, 2013 ISBN 978-83-7839-518-8
- Aleksandra Ziolkowska-Boehm: Ingrid Bergman and her American Relatives, Lanham, MD: Hamilton Books. The Rowman & Littlefield Publishing Group, 2013 ISBN 978-0-7618-6150-8